# Psychomyiella coreana
Psychomyiella coreana là một loài Trichoptera trong họ Psychomyiidae. Chúng phân bố ở miền Cổ bắc.